# Mercedes-Benz R170
Mercedes-Benz R170 (eller Mercedes-Benz SLK-klass) är en sportbil / roadster, tillverkad av den tyska biltillverkaren Mercedes-Benz mellan 1996 och 2004. Utmärkande för bilen vid introduktionen var dess nedfällbara "hardtop", ett tak av stål som kunde fällas ned vilket ger bilen kombinationen av att kunna fungera som cabriolet med taket nedfällt och som coupé med taket uppfällt utan de nackdelar som andra cabrioleters samtida tygtak gav.  Modellen blev mycket populär med över 300 000 tillverkade exemplar och många andra biltillverkare introducerade därefter bilar med liknande konstruktioner, varför SLK kan sägas vara en banbrytande bil. 
Tekniskt baseras R170 på den samtida C-Klass, dvs modell W202. Den tekniska plattformen var också grunden för bilen Chrysler Crossfire, som konstruerades då bilfabrikaten stod under gemensamt ägande i bolaget DaimlerChrysler. 
Varianter:
| Modell            | Årsmodell | Motor                     | Cylindervolym | Effekt     | Bränslesystem                  | Anm.         |
| ----------------- | --------- | ------------------------- | ------------- | ---------- | ------------------------------ | ------------ |
| SLK200            | 1996-2000 | M111: 4-cyl radmotor dohc | 1998 cm³      | 136 hk     | Bränsleinsprutning             |              |
| SLK200 Kompressor | 1996-2000 | M111: 4-cyl radmotor dohc | 1998 cm³      | 180-192 hk | Bränsleinsprutning, kompressor | Exportmodell |
| SLK230 Kompressor | 1996-2004 | M111: 4-cyl radmotor dohc | 2295 cm³      | 193-197 hk | Bränsleinsprutning, kompressor |              |
| SLK200 Kompressor | 2001-04   | M111: 4-cyl radmotor dohc | 1998 cm³      | 163 hk     | Bränsleinsprutning, kompressor |              |
| SLK320            | 2001-04   | M112: 6-cyl V-motor ohc   | 3199 cm³      | 218 hk     | Bränsleinsprutning             |              |
| SLK32 AMG         | 2002-04   | M112: 6-cyl V-motor ohc   | 3199 cm³      | 354 hk     | Bränsleinsprutning, kompressor |              |